# Liotolf
Liotolf (nórdico antiguo: Ljótólfr) fue un caudillo vikingo de las islas Hébridas en el siglo XII que aparece como personaje histórico en la saga Orkneyinga. A lo largo de la historia su nombre ha sufrido diversas alteraciones: Liotholfus, Liótólf, o Ljotulf.
Liotolf se le describe en la saga como un influyente noble que tenía una íntima relación de amistad con otro vikingo Sveinn Ásleifarson, uno de los personajes principales de la saga. Liotolf hospedó a Sveinn durante un tiempo en la isla de Lewis y mantuvo bajo su protección al hermano de Sveinn, Gunni Óláfsson, que fue desterrado de las Orcadas. El hijo de Liotolf se llamaba Fugl, un nombre propio que solo aparece en el contexto del nórdico antiguo occidental y una sola referencia en una piedra rúnica encontrada en 1962 en la isla de Iona. La inscripción pertenece a finales del siglo X o principios del XI. El nombre deriva del original en nórdico antiguo fugl, que significa «ave de corral», «pájaro». El historiador Alan Orr Anderson mencionó que las Crónicas de Mann recogen un dato del año 1183:
Fogolt, sheriff de Man, murió.
Anderson sugiere que es posible que fuera el mismo hijo de Ljótólfr. Más tarde, el lingüista John Kneen, apuntó otra teoría, afirmando que Fogolt o Fogal son palabras derivadas gaélico manés Foghial, que significa «bajo promesa o plegaria».